# Флюорографія
Флюорографія (синонім: рентгенофлюорографія) — метод медичної візуалізації і рентгенології, що полягає в одержанні фотознімка рентгенівського зображення з флюоресцентного екрана.
Флюорографія дає зменшене зображення об'єкта. Виділяють дрібнокадрову (70 x 70 мм ) і крупнокадрову (100 x 100 мм) методики. Остання за діагностичним можливостям наближається до рентгенографії. Флюорографію застосовують головним чином для дослідження органів грудної клітки, молочних залоз, кісткової системи.
Найпоширенішим діагностичним методом, що використовує принцип флюорографії, є флюорографія органів грудної клітки, яка застосовується насамперед для скринінгу туберкульозу та злоякісних новоутворень легень (наприклад, рак легені). Також в медичній діагностиці флюорографію використовують для вивчення молочних залоз та кісткової системи. Розроблені як стаціонарні, так і мобільні флюорографічні апарати.
В даний час плівкова флюорографія поступово поступається цифровій. Цифрові методи дозволяють спростити роботу з зображенням (зображення може бути виведене на екран монітора або роздруковане, може бути передане по локальній мережі відразу декільком лікарям тощо), зменшити променеве навантаження на пацієнта і зменшити витрати на додаткові матеріали (плівку, проявник для плівки).

### Журнали
- American Journal of Roentgenology
- Seminars in Roentgenology